# Mott
Mott é uma cidade localizada no estado norte-americano de Dacota do Norte, no Condado de Hettinger.

## Demografia
Segundo o censo norte-americano de 2000, a sua população era de 808 habitantes.
Em 2006, foi estimada uma população de 725, um decréscimo de 83 (-10.3%).

## Geografia

Ponte em arco, Cannonball Mott.

De acordo com o United States Census Bureau tem uma área de
2,3 km², dos quais 2,3 km² cobertos por terra e 0,0 km² cobertos por água.

## Localidades na vizinhança
O diagrama seguinte representa as localidades num raio de 48 km ao redor de Mott.